# Meghna

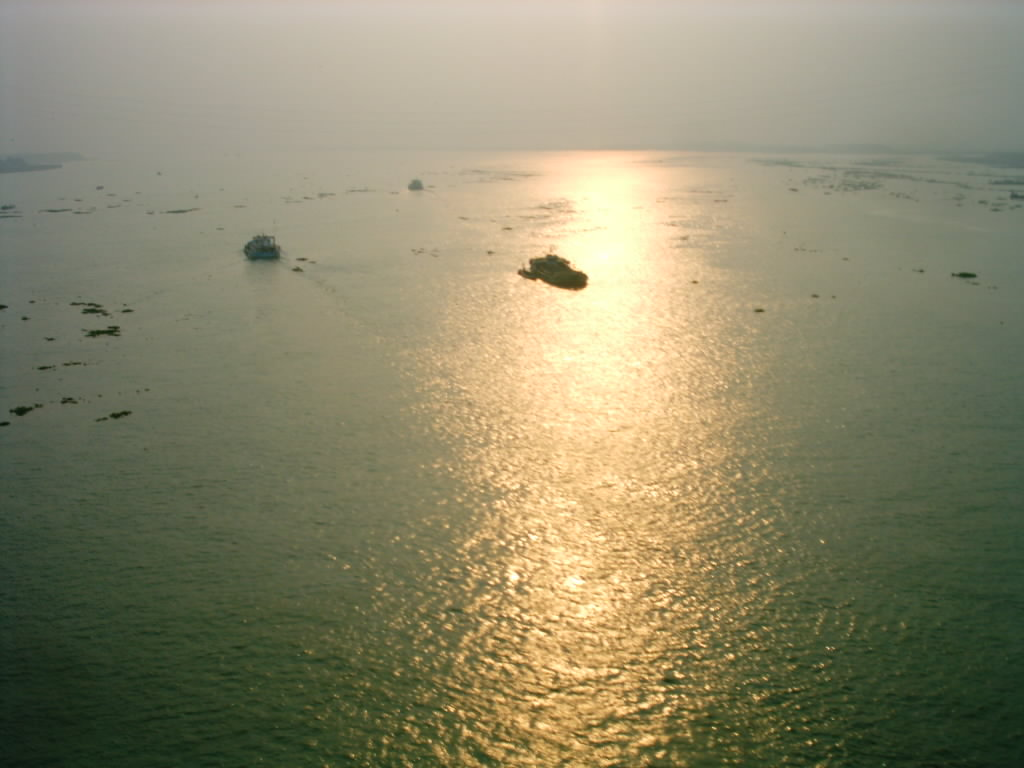
Meghna

Meghna, flodarm av Ganges nedanför denna flods förening med Brahmaputra.
Det är en väldig flod, som än av sandbankar delas i ett halvt dussin kanaler, än vidgar sig till oöverskådlig bredd och faller ut i havet genom fyra huvudmynningar, omslutande tre stora öar. Den är segelbar året om. Floden bildar ett estuarium där ebb och flod samt den under namnet bore kända företeelsen är mycket häftiga.